# Wicked Game
"Wicked Game" é uma canção escrita e interpretada por Chris Isaak em 1989, para o seu terceiro álbum de estúdio Heart Shaped World.

## Paradas
| Parada (1990/91)                            | Posições |
| ------------------------------------------- | -------- |
| Austrália - ARIA Charts                     | 15       |
| Países Baixos - Dutch Top 40                | 5        |
| França - SNEP                               | 42       |
| Nova Zelândia - RIANZ                       | 7        |
| Suécia - Sverigetopplistan                  | 3        |
| Reino Unido - UK Singles Chart              | 10       |
| Estados Unidos - Billboard Hot 100          | 6        |
| Estados Unidos - Hot Mainstream Rock Tracks | 10       |
| Estados Unidos - Alternative Songs          | 2        |

## Trilhas sonoras
A canção faz parte da trilha sonora internacional da telenovela brasileira Vamp, de 1991.

## Versões
"Wicked Game" é uma canção da banda de rock finlandesa HIM. É o segundo single do álbum de estreia da banda lançado a 20 de Novembro de 1997, Greatest Love Songs Vol. 666.